# جسد (فیلم ۲۰۱۹)
جسد (به انگلیسی: The Body) یک فیلم سینمایی هندی در ژانر رمز و راز و دلهره‌آور محصول سال ۲۰۱۹ میلادی است.
بازیگران اصلی این فیلم عمران هاشمی، ریشی کاپور، سوبهیتا دولیپالا می‌باشند. این فیلم بازسازی رسمی فیلم اسپانیایی جسد (فیلم ۲۰۱۲) است.
این فیلم در تاریخ ۱۳ دسامبر ۲۰۱۹ در هند اکران شد.
داستان فیلم در مورد زن ثروتمندیست که بر اثر ایست قلبی از دنیا رفته ولی با ناپدید شدن جسد او از سردخانه، پلیس باسابقه ای نسبت به مرگ او مشکوک می‌شود. مهم‌ترین و اصلی‌ترین مظنون کسی نیست جز شوهرش که به وضوح در حال مخفی کردن رازی بزرگ است.